# Wesley A. Clark

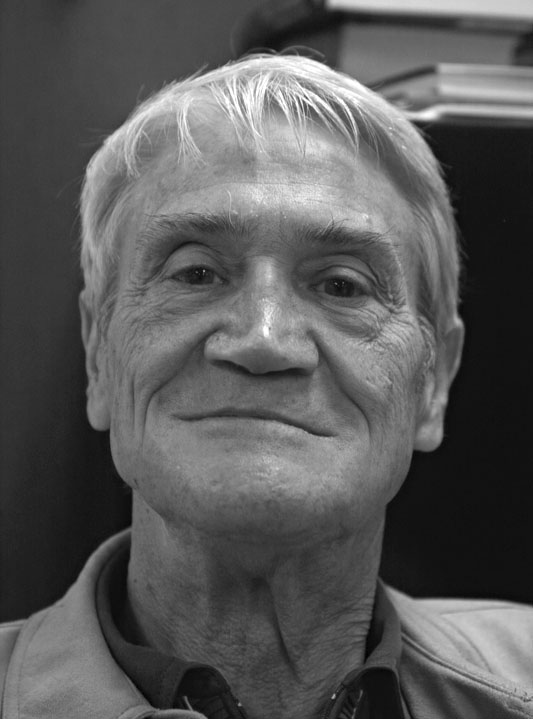
Wesley A. Clark in 2002

Wesley A. Clark (New Haven (Connecticut), 10 april 1927 – 22 februari 2016) was een Amerikaans computerontwikkelaar.

## Biografie
Clark studeerde aan de Universiteit van Californië - Berkeley, waar hij in 1947 afstudeerde in de fysica. Hij werd chemicus bij Hanford Site.
In 1961 ontwikkelde hij met Charles Molnar de LINC, een van de eerste minicomputers. Hij werkte onder meer bij Universiteit van Washington en eind jaren 60 werkte hij mee aan de ontwikkeling van ARPANET. 
In 1981 ontving hij de Eckert-Mauchly Award. Deze prijs is een oeuvreprijs voor de beste computerarchitect. In 1999 werd hij gekozen voor de National Academy of Engineering. Zijn zoon is professor aan de Princeton-universiteit en samen met zijn vrouw Maxine Rockoff werd hij eigenaar van Rockoff and Associates in Brooklyn.
Clark overleed in 2016 op 88-jarige leeftijd aan de gevolgen van arteriosclerose.